# Santa Maria la Carità
Pour les articles homonymes, voir Santa Maria et Carita (homonymie).
Santa Maria la Carità est une commune italienne de la ville métropolitaine de Naples, dans la région Campanie.

## Administration
| Période                                  | Période | Identité | Étiquette | Qualité |
| ---------------------------------------- | ------- | -------- | --------- | ------- |
|                                          |         |          |           |         |
| Les données manquantes sont à compléter. |         |          |           |         |

### Communes limitrophes
Castellammare di Stabia, Gragnano, Pompei, Sant'Antonio Abate, Scafati.